# بيتسي تشافيز
بيتسي شافيز (مواليد 3 يونيو 1989) هي سياسية ومحامية بيروفية شغلت منصب رئيسة وزراء بيرو في عهد الرئيس بيدرو كاستيلو في الفترة من 26 نوفمبر 2022 حتى 7 ديسمبر 2022.